# Lista de feitores e capitães de Chaul
Esta é a lista de feitores capitães Chaul: 

### Feitores
- 1514 - 1515                Francisco Faleiro
- 1515 - 1517                João Fernandes (- 1517)
- 1517 - 1518                Fernão Camelo
- 1518 - 1520?               Diogo Paes

### Capitães
- 1520 - 1521                Christovão de Sousa
- 1521 - 1524                Simão de Andrade
- 1524 - 1527?               Vasco de Gama (não o vice-rei)
- 1528 - 1533                Francisco Pereira de Berredo
- Fev 1530 - Mar 1531        António da Silveira
- 1533 - 1535                Manuel de Macedo
- 1535 - 1538                Simão Guedes
- end 1538 - 1541            Jorge de Lima
- 1541 - 1542                Francisco Pereira de Miranda   (1ª vez)
- 1542 - 1545                Francisco da Cunha
- 1545 - 1548                António de Sousa Coutinho
- 1550 - 1552/53?            Álvaro Pais Soutomayor
- 1552/53 - 155.             Francisco Pereira de Miranda (2ª vez)
- Mar 1554 - Jun 1555        João de Mendonça Furtado (1530 - 1578)
- 1556 - 15..                Fernão de Sousa Castellobranco
- 1558                       Diogo de Noronha
- 1558 - bf.1563             Garcia Rodrigues de Tavora
- c.1565                     Tristão de Mendonça
- c.1569                     Pedro d'Almeida
- c.1570 - c.1572            Luís Freire de Andrade
- af.1570                    Francisco de Melo de Sampaio
- c.157.                     Matias de Albuquerque
- c.1577                     Alexandre de Sousa Freire
- c.1578                     Pedro de Mendonça Furtado
- c.1580 - c.1581            Fernando de Castro ( - 1596)
- c.1582                     Fernão de Miranda de Azevedo
- 1583 - 1586                Paulo de Lima Pereira
- 1586 - c.end 1587          Manoel de Lacerda Pereira
- c.1589                     Jorge Pereira Coutinho
- bf.1592                    Pedro de Anaia
- bf.1597                    Jorge Pereira Coutinho
- c.1593                     Diogo de Sá Pereira
- 159.                       Thomé de Sousa Coutinho
- c.1600 - c.1602            Estevão de Ataíde
- c.1606                     Luís Lobo
- c.1607                     Affonso de Monroy
- 16.. - 1611                Baltasar Rebello d'Almeida ( - 1611)
- 1611 - 1612?               Fernando Sampaio da Cunha
- bf.1612                    Pedro Freire de Andrade
- c.1612 - 1613              Francisco Rolim
- outubro 1613 - 161.        Rui Freire de Andrade
- 1614 - 161.                Gaspar da Rocha
- c.1615                     Manoel de Azevedo
- 161. - 1617                Pascoal Henriques
- junho 1617 - 1620?         Vasco de Gama
- 1621 - 1624                Francisco Manuel
- 162./163.                  Francisco de Moura
- c.Nov 1629                 Martim Afonso de Melo
- 16.. - c.Fev 1630          António de Ataíde
- c.Fev 1630                 Francisco da Silveira
- c.1629 - c.1632            Rui Dias da Cunha
- c.novembro 1632            Francisco da Silveira
- c.1635 - c.1636            João de Tovar Velasco
- c.1638                     Francisco Gonçalves de Rego
- c.1639                     João de Tovar Velasco
- c.1639/40                  Gilianes de Noronha
- c.1646                     Fernão Miranda Henriques (1ª vez)
- af.1653                    António Pereira Coutinho ( - 1673)
- c.1652 - c.1654            Fernão Miranda Henriques (1ª vez)
- 1655 - 16..                Francisco Carneiro Mascarenhas
- 1658 - 16..                Francisco de Castelo Branco
- c.1664                     Manuel Lobo de Silveira
- bf.1668                    João Mendes de Menezes
- 167. - 1675                Luís Almeida Pereira de Lacerda
- 1675 - 16..                Brás de Sande
- 16.. - 1680                Nuno de Mello da Silva
- c.1680                     Christovão de Abreu de Azevedo
- c.1683/84                  Francisco da Costa
- c.janeiro 1686             Francisco Soares de Castro
- c.1688                     João de Melo de Brito
- 16.. - 1691                Leonardo da Costa ?
- c.1693                     Manuel Gonçalves de Paiva
- c.Nov 1694                 Bartolomeu de Mello de Sampaio
- 11 de dezembro 1698 - dezembro de 1701    José Pereira da Silveira
- 1701 - 170.                Domingos de Macedo Rangel
- c.1706                     Gaspar Aranha de Lencastre
- c.1711                     Rodrigo da Costa
- c.1712                     António Moniz de Macedo
- c.1721                     António de Souza de Lemos
- c.1729?                    Luís Caetano de Almeida Pimentel   (n. 1708 - m. 1757)
- 1719 - c.1721              António de Souza de Lemos
- 1731 - 173.                Tomás Manuel de Távora
- c.1734 - c.1737            Caetano de Souza Pereira